# District Bauska
Het district Bauska (Bauskas rajons) is een voormalig district in het zuiden van Letland, in de Letse historische regio Semgallen. De hoofdstad was Bauska.